# Avant
Avant é uma banda de pop formada em Campo Grande, MS, em 2015, por Thiago Silva e Flip Quadros. Lançou seu primeiro single, "Sonhando com Você", em 2017.. Atualmente reside em São Paulo e tem como seus últimos lançamentos as músicas "Quando Você Passa" e "Tudo Vai Passar"

## História
Em sua entrevista para a rádio CBN. a banda falou sobre o início do projeto, que começou com a mudança do vocalista Thiago de Três Lagoas para Campo Grande, com o intuito de formar a banda. Pela internet conheceu o Clayton (guitarrista) e o Lucas (guitarrista), na sequência conheceu o Flip (baterista), em um show do Paralamas do Sucesso, e por último, o Felipe (baixista), por indicação do dono do estúdio onde ensaiavam
Com a formação completa a banda começou a se apresentar nas casas de shows da cidade e logo ganhou notoriedade pelo seu repertório dançante com influência de funk norte-americano e soul.
Em 2016 receberam o convite da TV Morena, filial da Rede Globo, para participarem do programa Meu Mato Grosso do Sul.. Essa edição do programa, da qual foi ao ar no dia 1 de abril do ano seguinte, contou com a apresentação da música que seria a primeira música de trabalho da banda, "Sonhando com Você", da qual, Thiago teve a ideia através de um sonho
No mesmo ano eles tiveram a honra de serem convidados a um evento da AACC ao lado de outros grandes artistas do MS para a arrecadação de fundos para as instalações da nova ala de tratamento oncológico pediátrico. Podendo, assim, contribuir, mesmo que indiretamente, no tratamento das crianças e adolescentes portadores de câncer. Após esse convite a banda se tornou engajada à causa, participando de outros eventos da instituição, como o McDia Feliz, do qual tocaram por três edições consecutivas, se ausentando apenas por conta de sua mudança de cidade.
Antes do encerramento de 2016, com a abertura de uma nova emissora de TV, a TV Conceito, a Avant, ao lado de outros grandes artistas do cenário, foi convidada para o evento de inauguração, do qual eles tiveram parte na produção. O evento foi gravado e exibido para todo o estado. Posteriormente, o grupo lançou o show daquela noite em seu canal do YouTube, preferindo o formato digital ao DVD.
Em maio de 2017 a banda entrou em estúdio para gravação do seu primeiro single, com a produção de Marcelo Fraga, mais conhecido como Marcelo Baiano, reconhecido por participar de projetos como Michel Teló, César Menotti & Fabiano e Vida Sertaneja.. Além também, da participação de Bolha, baterista reconhecido por participar de projetos como Michel Teló, Bruninho & Davi e Maiara & Maraisa, que com sua empresa QG Drums, contribuiram com a banda nesse processo de gravação
Em junho, para a gravação do videoclipe da música a banda contou com a participação do fã clube que aparece nas cenas do vídeo junto a banda em uma festa em um container.
Pouco antes do lançamento do single, em matéria do portal É Pop na Web, a banda anuncia ser formada por apenas quatro integrantes, com Clayton não fazendo mais parte do projeto.
No dia 29 de agosto a banda transmitiu uma live no Facebook de pré lançamento da música. Porém apenas no dia 15 de setembro foi que ocorreu o lançamento oficial da música e do clipe numa das mais renomadas casas de show da cidade.

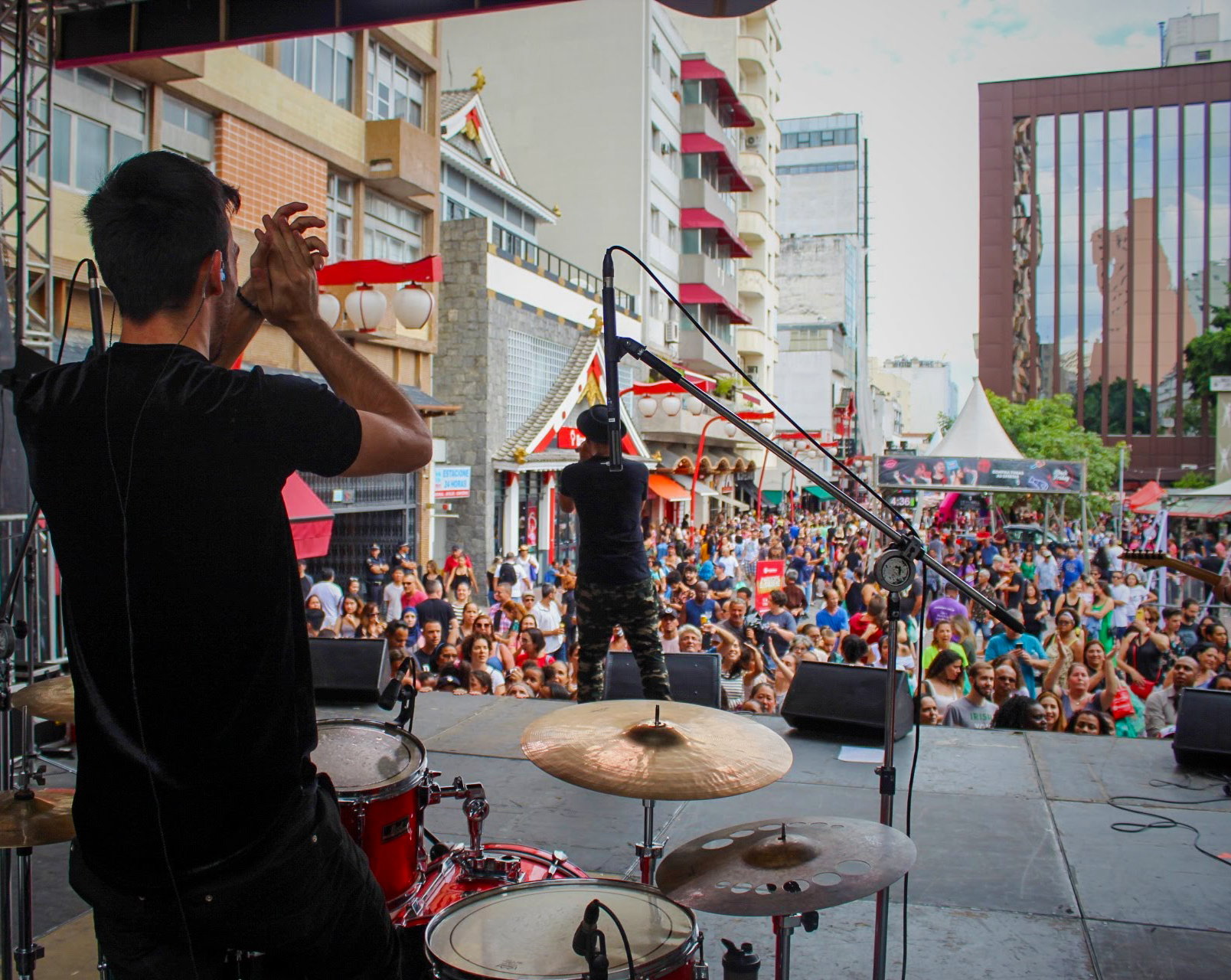
Avant durante show na Praça da Liberdade em 2019

Em entrevista ao G1, Thiago comera a marca de mil plays da música no Spotify em pouco mais de 24 horas e comenta como tem sido a trajetória da banda desde a sua mudança de Três Lagoas até o lançamento da música.
Segundo a matéria que saiu no jornal A Crítica, o clipe do single foi possível graças a marca Empodera, que patrocinou e contribuiu com o lançamento, fazendo com que o videoclipe chegasse a marca de 30 mil visualizações em menos de 24 horas na página da empresa.
Após o lançamento do single a banda iniciou uma turnê local, passando a fazer por volta de 15 shows por mês no estado de Mato Grosso do Sul e englobando, também, o estado de São Paulo.
Em 2018 eles deram inicio ao "Avant convida", série de lives onde artistas locais se juntavam ao grupo para tocarem e levarem ao público curiosidades e notícias sobre a cena local.
Devido ao desempenho do single lançado, o mesmo chamou atenção de Rick Bonadio, fazendo com que a banda, no mesmo ano, fosse a São Paulo, conversar sobre futuros projetos juntos. Porém em meio a esse período em que estavam planejando a produção das próximas músicas a banda recebeu a indicação de TIN, produtor conhecido por trabalhar com Pabllo Vittar no remix da música "Indestrutível". Findando a procura por um novo produtor a banda fechou com TIN, que toma a frente das produções do projeto a partir desse ano.
Em julho eles anunciam em sua página do Facebook as boas vindas ao PH, que veio para assumir as guitarras da banda e em entrevista à CBN, em agosto, eles falaram sobre essa nova fase com a nova formação, sobre o processo de produção das novas músicas e sobre o lançamento de um pocket show para o próximo ano.
No dia 7 de junho, a banda gravou um pocket show especial de mês dos namorados, do qual foi lançado em seu canal do YouTube. Esse show incluiu a versão ao vivo da "Sonhando com Você", única música do show lançada nas plataformas.
Na semana do dia de São Patrício em 2019, a Avant se apresentou num evento inédito ao ar livre em São Paulo, o St. Patrick's Week. O evento contava com bar as alturas, içado a 30 metros do chão e trio elétrico para as apresentações dos shows. Apenas três bandas que se apresentaram no evento, além da Avant, e uma delas era a Velhas Virgens.
Entre idas e vindas a São Paulo, para apresentações e produções de novas música, a banda preferiu mudar-se para a Capital paulista. Assim, dando início a sua nova fase, porém agora, apenas com Thiago e Flip.. Em entrevista para o Aparato do Entretenimento, o duo diz estar consciente dos novos desafios, mas que mantêm um olhar positivo sobre a vida, e esperam que sua história possa motiva outras pessoas a não desistirem de seus sonhos
No dia 28 de novembro eles participaram do programa Papo em Dia, da Rede Brasil, apresentado por Luciano Faccioli, Gisele Alves e Décio Piccinini. Nesta participação o duo contou sobre sua trajetória, sua mudança para São Paulo, os shows que têm tomado abrangência ao litoral paulista nas cidades de Santos e Guarujá e apresentou duas músicas inéditas. Essa edição do programa foi marcada também pela cobertura do velório do Gugu Liberato, apresentador importante para história da TV brasileira e reconhecido pelo Programa do Gugu, exibido pelo SBT.
Na semana seguinte participaram da Virada Black, evento que acontece em um dos maiores pontos turísticos de São Paulo, a Praça da Liberdade Japão, e que reúne milhares de pessoas a cada edição. O evento também contou com a participação da cantora Aline Barros.
Em 2020 a Avant iniciou o ano com música nova, e no dia 7 de fevereiro "Chama" chega as plataformas.. Para o lançamento do single o duo participou da rádio Mix Santos e antes de fechar o mês, comemoraram a marca de mais de 80 mil plays no Spotify
No dia 31 de julho lançaram o single "Quando Você Passa"., e como evento de lançamento, por conta da quarentena devido ao COVID-19, fizeram um pocket show acústico via live através do Facebook e Instagram, onde apresentaram algumas releituras, como uma nova versão da música "Sonhando com Você", além de comentarem sobre como foi o processo de lançamento e sobre a história da música. Nos dias 8 e 14 de agosto, respectivamente, o lyric video e o vídeo performance do single estrearam em seu canal no YouTube
Em agosto, em entrevista ao site Olho Vivo, o duo anunciou que no mês seguinte estaria lançando uma música em parceria com o Palco MP3 e com apoio da CVV para a campanha do Setembro Amarelo de prevenção ao suicídio. Nesta entrevista Flip conta que a ideia da música veio durante o ensaio para uma live, que não conseguia tirá-la da cabeça e sabia que não poderia ser uma música comum, e sim com uma mensagem diferente de tudo que já haviam feito até então. Mostrou ao Thiago, que curtiu a ideia, e ambos registraram na letra da intitulada "Tudo Vai Passar" seus medos e experiências mais profundas.. No dia 4 de setembro a canção estreou em todas as plataformas de música, e ao mesmo tempo no canal do YouTube, o videoclipe oficial com depoimentos dos fãs a cerca do tema da campanha. No dia 16 de setembro estreou no canal do Palco MP3 no YouTube o lyric video da música, alcançando mais 10 mil visualizações em poucas horas após seu lançamento

## Integrantes

#### Formação atual
- Thiago Silva — vocal, teclado (2015—presente)
- Flip Quadros — bateria, cajón, violão (2016—presente)

#### Músicos de apoio
- Rafael Bierhals — guitarra, violão (2019—presente)

#### Ex-integrantes
- PH Ronchi — guitarra (2018—2019)
- Felipe Soares — baixo (2016—2019)
- Lucas Ricci — guitarra (2015—2018)
- Clayton Scatolin — guitarra, vocal de apoio (2015—2017)

## Discografia

### Singles
| Ano  | Single                                              |
| ---- | --------------------------------------------------- |
| 2017 | Sonhando com Você - Lançado: 15 de Setembro de 2017 |
| 2020 | Chama - Lançado: 7 de Fevereiro de 2020             |
| 2020 | Quando Você Passa - Lançado: 31 de Julho de 2020    |
| 2020 | Tudo Vai Passar - Lançado: 4 de Setembro de 2020    |

Como artista convidado
| Ano  | Música                     | Artista                            | Álbum         |
| ---- | -------------------------- | ---------------------------------- | ------------- |
| 2019 | "Som da Cidade"            | Davi Pierre (part. Roni Espíndola) | Som da Cidade |
| 2019 | "Sou Assim ('This is Me')" | Liga do Bem                        | —             |

### Videoclipes
| Ano  | Música                                  | Diretor                    |
| ---- | --------------------------------------- | -------------------------- |
| 2017 | "Sonhando com Você"                     | André Barbosa              |
| 2019 | "Sonhando com Você" (ao vivo)           | Lenni Santtos Hector Diego |
| 2020 | "Quando Você Passa" (lyric video)       | Arthur Hassan              |
| 2020 | "Quando Você Passa" (vídeo performance) | Bruno Ravagnolli           |
| 2020 | "Tudo Vai Passar"                       | Bruno Ravagnolli           |
| 2020 | "Tudo Vai Passar" (lyric video)         | Palco MP3                  |